# مويل
بلدية مويل (بالإسبانية: Muel) هي بلدية تقع في مقاطعة سرقسطة التابعة لمنطقة أراغون شمال شرق إسبانيا.

## الديموغرافيا
بلغ عدد سكان بلدية مويل 1.434 نسمة عام 2011 (وفقاً للمعهد الوطني الإسباني للإحصاء).
| 1.128 | 1.105 | 1.147 | 1.180 | 1.225 | 1.388 | 1.434 |